# Richard Igbineghu
Richard Igbineghu (Ibadan, 21 aprile 1968) è un ex pugile nigeriano.

## Palmarès
- Giochi olimpici

Barcellona 1992: argento nei pesi supermassimi.
- Giochi panafricani

Il Cairo 1991: oro nei pesi supermassimi.